# Kai Verbij
Kai Verbij (Leiderdorp, 25 settembre 1994) è un pattinatore di velocità su ghiaccio olandese.

## Biografia
Figlio di madre giapponese e padre olandese, Verbij ha ottenuto il suo primo importante risultato sportivo vincendo nel 2013 la medaglia d'argento ai Mondiali juniores disputati a Collalbo. L'anno successivo, nell'edizione degli stessi campionati che si è svolta a Bjugn, è riuscito a migliorarsi vincendo due titoli mondiali giovanili nei 2x500 m e nei 1000 m, oltre a un'altra medaglia d'argento conquistata nei 1500 m.
Passato a gareggiare a livello senior, vince la medaglia di bronzo ai Mondiali sprint di Seul 2016, e l'anno dopo si laurea dapprima campione europeo e poi campione mondiale nella stessa specialità. Ottiene anche la sua prima medaglia sulla distanza singola dei 1000 m giungendo terzo ai Mondiali di Gangneung 2017.
Kai Verbij partecipa alle Olimpiadi di Pyeongchang 2018 posizionandosi nono nei 500 m e sesto nei 1000 m. Ai campionati di Collalbo 2019 diventa per la seconda volta campione europeo sprint, e poi vince due medaglie d'oro nei 1000 m e nello sprint a squadre ai Mondiali di Inzell 2019.

## Palmarès

### Mondiali distanza singola
- 5 medaglie:
  - 4 ori (1000 m e sprint a squadre a Inzell 2019; sprint a squadre a Salt Lake City 2020; 1000 m a Heerenveen 2021);
  - 1 bronzo (1000 m a Gangneung 2017).

### Mondiali sprint
- 3 medaglie:
  - 1 oro (Calgary 2017);
  - 2 bronzi (Seul 2016, Changchun 2018).

### Europei sprint
- 2 medaglie:
  - 2 ori (Heerenveen 2017, Collalbo 2019).

### Europei distanza singola
- 1 medaglia:
  - 1 bronzo (1000 m a Heerenven 2020).

### Mondiali juniores
- 4 medaglie:
  - 2 ori (2x500 m e 1000 m a Bjugn 2014);
  - 2 argenti (1000 m a Collalbo 2013, 1500 m Bjugn 2014).

### Coppa del Mondo
- Miglior piazzamento nella Grand World Cup: 3º nel 2017.
- Miglior piazzamento nella Coppa del Mondo 500 m: 4º nel 2017.
- Miglior piazzamento nella Coppa del Mondo 1000 m: 2º nel 2019 e nel 2020.
- Miglior piazzamento nella Coppa del Mondo 1500 m: 33º nel 2015.
- 20 podi (15 individuali, 5 a squadre):
  - 6 vittorie (3 individuali, 3 a squadre);
  - 10 secondi posti (tutti individuali);
  - 11 terzi posti (9 individuali, 2 a squadre).

#### Coppa del Mondo - vittorie
| Data             | Luogo      | Stato       | Disciplina       |
| ---------------- | ---------- | ----------- | ---------------- |
| 14 novembre 2015 | Calgary    | Canada      | sprint a squadre |
| 12 marzo 2016    | Heerenveen | Paesi Bassi | sprint a squadre |
| 29 gennaio 2017  | Berlino    | Germania    | 1000 m           |
| 12 marzo 2017    | Stavanger  | Norvegia    | sprint a squadre |
| 2 dicembre 2017  | Calgary    | Canada      | 1000 m           |
| 2 febbraio 2019  | Hamar      | Norvegia    | 1000 m           |